# Warłaam (Moțoc)
Warłaam, imię świeckie Vasile Moțoc (ur. 1590, zm. 1657) – mołdawski biskup prawosławny, metropolita Mołdawii w latach 1632–1653.

## Życiorys
Pochodził z rodziny chłopskiej. W młodości wstąpił do monasteru Secu, gdzie nauczył się języka cerkiewnosłowiańskiego i greki. Po przyjęciu postrzyżyn mniszych przyjął imię zakonne Warłaam. Przed r. 1628 został najpierw igumenem monasteru, a następnie otrzymał godność archimandryty. W 1628 Warłaam odbył podróż do Kijowa i Moskwy w celu zakupu nowych ikon dla monasterów Dragomirna i Barnova oraz dla cerkwi w Jassach ufundowanej przez hospodara Mołdawii Mirona Barnowskiego-Mohyłę. Po powrocie dowiedział się, że hospodar, którego był doradcą, został pozbawiony tronu, natomiast metropolita Mołdawii Anastazy zmarł. W związku z tym Warłaam udał się do monasteru Secu.
W 1632 Warłaam objął urząd metropolity Mołdawii. On i kierowana przez niego metropolia cieszyły się poparciem hospodara Bazylego Lupu. W 1640 Warłaam założył w monasterze Trzech Świętych Hierarchów w Jassach drukarnię, z pomocą metropolity kijowskiego Piotra, pochodzącego z Mołdawii. W 1642, naśladując działania Piotra, metropolita Warłaam zwołał w Jassach Synod metropolii Mołdawii. Trzy lata wcześniej Warłaam był jednym z trzech kandydatów na urząd patriarchy Konstantynopola. Przy pomocy Bazylego Lupu rozbudował monaster Trzech Świętych Hierarchów, wznosząc w nim w 1639 nową główną cerkiew. Dwa lata później metropolita poprowadził w niej ceremonię przyjęcia relikwii św. Paraskiewy, podarowanych przez patriarchę Konstantynopola. Rok później przy udziale Warłaama w Jassach utworzone zostało studium wyższe z językiem łacińskim jako wykładowym i nauką języków cerkiewnosłowiańskiego i greki. Jego wykładowcy przybyli z Kijowa, a wzorem dla szkoły było kolegium utworzonego w Kijowie przez metropolitę Piotra.
Metropolita Warłaam jest autorem zbioru kazań, wydanego pierwszy raz w 1643. Jego homilie, pisane żywym i prostym w odbiorze językiem, były znane na całym obszarze zamieszkanym przez ludność rumuńskojęzyczną. Cazania lui Varlaam były najważniejszą książką teologiczną wydrukowaną w monasterze Trzech Świętych Hierarchów w Jassach. Warłaam opublikował również traktat, w którym tłumaczył sens siedmiu sakramentów oraz tekst polemiki z katechizmem kalwińskim. Przełożył na język rumuński (z j. cerkiewnosłowiańskiego) m.in. Drabinę do nieba św. Jana Klimaka. Język jego przekładów był pełen zapożyczeń z cerkiewnosłowiańskiego, gdyż w ówczesnej rumuńszczyźnie brakowało terminów, które oddałyby sens pojęć teologicznych oryginału.
Po usunięciu Bazylego Lupu z tronu hospodarskiego Warłaam odszedł z urzędu i osiadł w monasterze Secu. Kronikarz Miron Costin zapisał, że metropolita przeżył w nim cztery lata jak zwykły mnich. W klasztorze Secu został również pochowany.
Metropolita Warłaam został w 2007 kanonizowany przez Rumuński Kościół Prawosławny. Jako dzień jego wspomnienia liturgicznego wyznaczono 30 sierpnia.